# خوان آلمیدا
خوان آلمیدا بوسک (به اسپانیایی: Juan Almeida Bosque)(زاده ۱۹۲۷-درگذشته ۲۰۰۹) فرمانده انقلابی سیاه‌پوست کوبا بود.
آلمیدا از فرماندهان انقلاب کوبا و معاون رئیس‌جمهور این کشور بود. او تنها فرمانده انقلابی سیاه‌پوست در کادر رهبری کوبا به‌شمار می‌رفت. دفتر سیاسی کمیته مرکزی حزب کمونیست کوبا اعلام کرد: «یاد خوان آلمیدا همواره میان رفقایش زنده خواهد ماند.»

## زندگی‌نامه
خوان آلمیدا در منطقه‌ای فقیرنشین در هاوانا متولد شد. در مواقعی مجبور شد تحصیل را رها کند و به عنوان کارگر ساختمانی کار کند.در ۱۹۵۲ زمانی که در دانشگاه هاوانا درس حقوق می‌خواند با فیدل کاسترو دوست شد و به جنبش ضد باتیستا پیوست. در سال ۱۹۵۳در حمله به پادگان مونکادا در شهر سانتباگو شرکت داشت. او در این حمله دستگیر و به‌اتفاق برادران کاسترو مدتی را در زندان ایسلا د لا خوبنتود سپری کرد. او سپس به مکزیک رفت تا برای شروع دور تازه‌ای از حملات به دولت باتیستا، به تجدید نیرو بپردازد.

## از جبهه سوم شرقی تا پیروزی انقلاب
در مارس ۱۹۵۸، ماریو موونز مونروی فرماندهی جبهه شرقی، که در ابتدا نام جبهه سوم عملیات در سیرا مائسترا را داشت تصویب کرد. وی پس از پیروزی انقلاب (۱۹۵۹) در نیروهای مسلح انقلابی (FAR) منصب گرفت.

## شخصیت سیاسی در دولت انقلابی
در تاریخ ۲۹ مارس ۱۹۶۲، خوان آلمیدا به عنوان عضوی در دادگاه انقلاب به ریاست فرمانده آگوستو مارتینز سانچز شرکت کرد. این دادگاه پیگرد قانونی شرکت‌کنندگان در حمله و عملیات خلیج خوک‌ها را در ۱۷ آوریل ۱۹۶۱ در یک دادگاه انجام داد.

## پس از پیروزی انقلاب
پس از موفقیت در انقلاب کوبا در ژانویه ۱۹۵۹، آلمیدا فرماندهی بخش‌های زیادی از نیروهای مسلح انقلابی کوبا را بر عهده گرفت. وی به عنوان سرگرد در عملیات  خلیج خوک‌ها، در آوریل ۱۹۶۱، ریاست ارتش مرکزی با مقرش در سانتا کلارا را به عهده گرفت. بعداً او به درجه ژنرالی ارتقاء یافت و به عنوان عضوی از کمیته مرکزی و دفتر سیاسی انتخاب شد و تعدادی مناصب دولتی دیگر را به عهده گرفت. وی به لقب فرمانده انقلاب مفتخر شد. در زمان مرگش او تنها یکی از سه نفری بود که این عنوان به آنها تعلق گرفته بود. دو نفر دیگر گیلرمو گارسیا و رامیرو والدس بودند.

## درگذشت
خوان المیدا در سن ۸۲ سالگی بر اثر حمله قلبی درگذشت. مراسم یادبود او در میدان دلارولوسیون در هاوانا و همچنین در دیگر شهرهای سراسر کوبا برگزار شد. یک روز ملی عزاداری اعلام و پرچم کوبا نیمه‌افراشته شد. فیدل کاسترو که از زمان استعفایش از ریاست جمهوری در سال ۲۰۰۸ در ملاء عام دیده نشده بود یک تاج گل فرستاد که آنرا در کنار تاج گل رائول کاسترو گذاشتند.